# Slănic (okręg Ardżesz)
Slănic – wieś w Rumunii, w okręgu Ardżesz, w gminie Aninoasa. W 2011 roku liczyła 1166 mieszkańców.